# Beremjany (Tschortkiw)
Beremjany (ukrainisch Берем'яни; russisch Беремяны, polnisch Beremiany, rumänisch Beremeanî) ist ein Dorf im Süden der ukrainischen Oblast Ternopil mit etwa 730 Einwohnern.

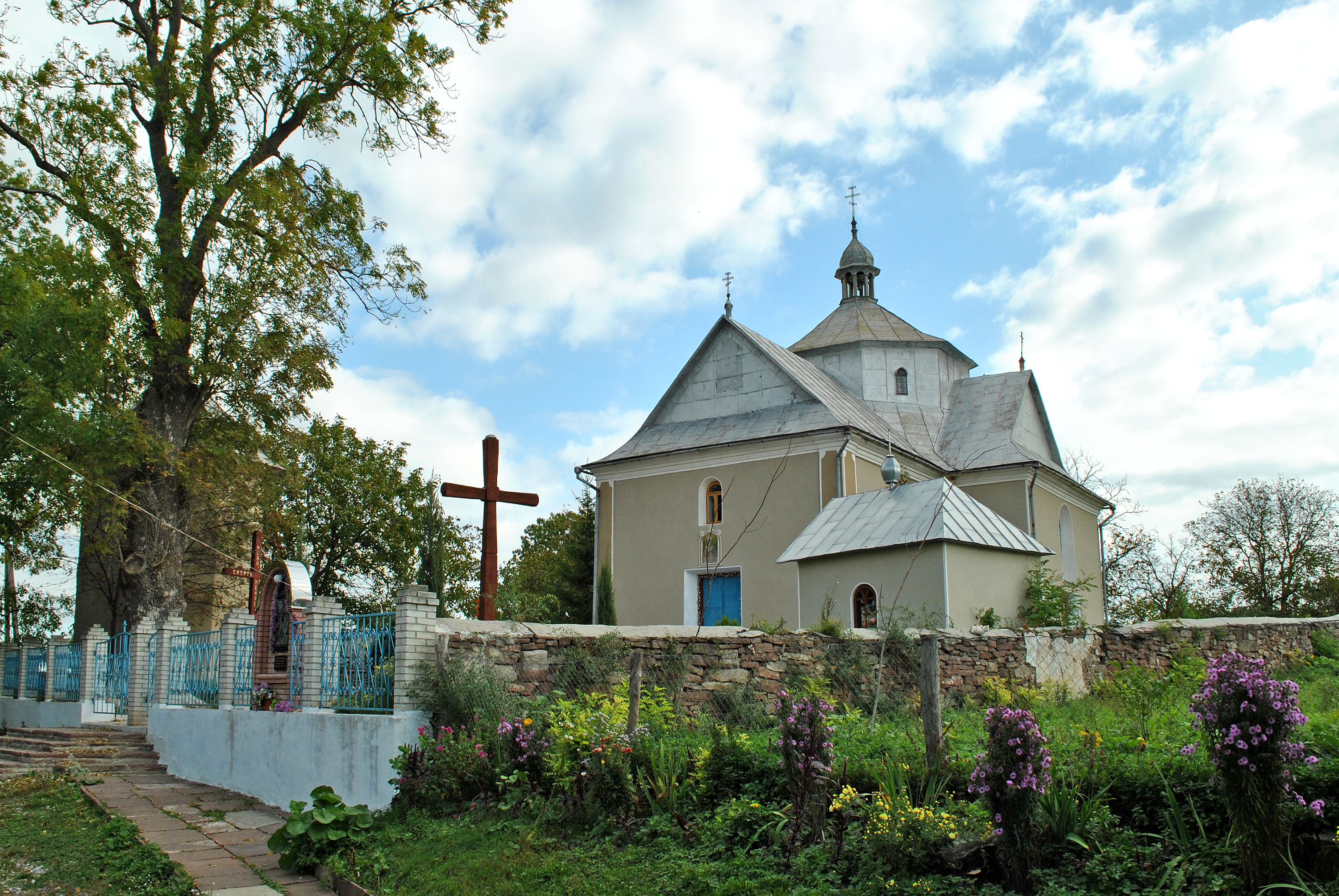
St.-Nikolaus-Kirche von 1877

Das Dorf liegt bei der Mündung der Strypa in den Dnister.
Am 12. Juni 2020 wurde das Dorf ein Teil der Stadtgemeinde Butschatsch im Rajon Butschatsch; bis dahin bildete es die Landratsgemeinde Beremjany (Берем'янська сільська рада/Beremjanska silska rada) im Süden des Rajons Butschatsch.
Am 17. Juli 2020 wurde der Ort Teil des Rajons Tschortkiw.

## Söhne und Töchter der Gemeinde
- Kornel Ujejski (1823–1897) – polnischer Dichter